# Juan Viedma Castillo
Juan Viedma Castillo (6 febbraio 1970) è un ex atleta paralimpico spagnolo ipovedente.

## Biografia
Juan Viedma Castillo fa parte del numeroso gruppo di giovani atleti spagnoli disabili visivi che, a partire dal 1992, hanno conquistato moltissime medaglie ai Giochi paralimpici estivi, passando attraverso le varie manifestazioni sportive dell'IBSA e dell'IPC. Distintosi come lunghista e soprattutto come triplista, ha ottenuto il podio in entrambe le discipline ai Giochi di Barcellona 1992 e ai Giochi di Atlanta 1996.
Nel 2000, alle Paralimpiadi di Sydney, oltre alle sue specifiche discipline, si è unito alla staffetta 4×100 m, costituita da un gruppo già due volte vincitore di medaglia d'oro (1992 e 1996) e i cui pilastri erano Julio Requena e Juan Antonio Prieto. L'inserimento di Viedma è avvenuto già nel 1999, quando il team conquistò la medaglia d'oro agli Europei IBSA di Lisbona. A Sydney la squadra spagnola ha ottenuto il bronzo, unica medaglia per Viedma Castillo e ultima per lui alle Paralimpiadi. Dopo altre partecipazioni internazionali, l'atleta si è ritirato nel 2004.

## Palmarès
| Anno | Manifestazione       | Sede       | Evento             | Risultato | Prestazione | Note  |
| ---- | -------------------- | ---------- | ------------------ | --------- | ----------- | ----- |
| 1989 | Europei IBSA         | Zurigo     | Salto in lungo B2  | Bronzo    |             |       |
| 1990 | Mondiali IBSA        | Assen      | Salto triplo B2    | Bronzo    |             |       |
| 1991 | Europei IBSA         | Caen       | Salto in lungo B2  | Argento   |             |       |
| 1991 | Europei IBSA         | Caen       | Salto triplo B2    | Bronzo    |             |       |
| 1991 | Europei IBSA         | Caen       | 4×400 m B1-B3      | Oro       |             |       |
| 1992 | Giochi paralimpici   | Barcellona | Salto in lungo B2  | Argento   | 6,53 m      |       |
| 1992 | Giochi paralimpici   | Barcellona | Salto triplo B2    | Oro       | 13,63 m     |       |
| 1992 | Giochi paralimpici   | Barcellona | Pentathlon B2      | 6º        | 1 445 p.    |       |
| 1993 | Europei IBSA         | Dublino    | Salto in lungo B2  | Oro       |             |       |
| 1993 | Europei IBSA         | Dublino    | Salto triplo B2    | Oro       |             |       |
| 1994 | Mondiali paralimpici | Berlino    | Salto in lungo B2  | Oro       |             |       |
| 1994 | Mondiali paralimpici | Berlino    | Salto triplo B2    | Oro       |             |       |
| 1995 | Europei IBSA         | Valencia   | Salto in lungo B2  | Argento   | 6,96 m      |       |
| 1995 | Europei IBSA         | Valencia   | Salto triplo B2    | Oro       | 13,96 m     |       |
| 1996 | Giochi paralimpici   | Atlanta    | Salto in lungo F11 | Bronzo    | 6,59 m      |       |
| 1996 | Giochi paralimpici   | Atlanta    | Salto triplo F11   | Oro       | 14,10 m     |       |
| 1997 | Europei IBSA         | Riccione   | Salto in lungo F11 | Argento   | 6,69 m      |       |
| 1997 | Europei IBSA         | Riccione   | Salto triplo F11   | Oro       | 14,35 m     |       |
| 1997 | Europei IBSA         | Riccione   | 4×100 m T10-12     | Argento   | 43"02       |       |
| 1998 | Mondiali IBSA        | Madrid     | Salto triplo F11   | Oro       | 14,13 m     |       |
| 1999 | Europei IBSA         | Lisbona    | Salto in lungo F11 | Argento   | 6,77 m      |       |
| 1999 | Europei IBSA         | Lisbona    | Salto triplo F11   | Oro       | 14,38 m     |       |
| 1999 | Europei IBSA         | Lisbona    | 4×100 m T10-12     | Oro       | 44'65       |       |
| 2000 | Giochi paralimpici   | Sydney     | Salto in lungo F12 | 4º        | 6,41 m      |       |
| 2000 | Giochi paralimpici   | Sydney     | Salto triplo F12   | 4º        | 13,59 m     |       |
| 2000 | Giochi paralimpici   | Sydney     | 4×100 m T11-T13    | Bronzo    | 45"01       | [ 1 ] |
| 2002 | Mondiali paralimpici | Lilla      | Salto in lungo F11 | 4º        | 6,10 m      |       |
| 2002 | Mondiali paralimpici | Lilla      | Salto triplo F12   | 6º        | 13,48 m     |       |
| 2003 | Europei paralimpici  | Assen      | Salto in lungo F12 | 7º        | 6,24 m      |       |
| 2003 | Europei paralimpici  | Assen      | Salto triplo F12   | Bronzo    | 13,90 m     |       |
| 2003 | Europei paralimpici  | Assen      | 4×100 m T11-13     | Bronzo    | 47"90       |       |
| 2004 | Giochi paralimpici   | Atene      | Salto in lungo F12 | 9º        | 6,55 m      |       |
| 2004 | Giochi paralimpici   | Atene      | Salto triplo F12   | 6º        | 13,90 m     |       |
| 2003 | Mondiali IBSA        | Québec     | Salto in lungo F12 | Argento   | 6,54 m      |       |
| 2003 | Mondiali IBSA        | Québec     | Salto triplo F12   | Oro       | 14,00 m     |       |

## Onorificenze
- 2006 - Medaglia di bronzo dell'Ordine reale del merito sportivo.[2]